# Leptosiaphos pauliani
Leptosiaphos pauliani är en ödleart som beskrevs av  Angel 1940. Leptosiaphos pauliani ingår i släktet Leptosiaphos och familjen skinkar. IUCN kategoriserar arten globalt som starkt hotad. Inga underarter finns listade i Catalogue of Life.